# Vive la crise ! (émission de télévision)
Pour les articles homonymes, voir Vive la crise !.
Vive la crise ! est une émission française de spéculation économique diffusée le 22 février 1984 sur Antenne 2, conçue par le journaliste et producteur Jean-Claude Guillebaud et présentée par l'acteur Yves Montand,,,, avec le jeune journaliste économique à Libération Laurent Joffrin et le recours à plusieurs reportages fictifs, dans un but dit "pédagogique".
Le but de l'émission était de convaincre les français du bien fondé politique du changement de cap que le gouvernement socialiste avait décrété, à la suite de la crise économique, le tournant de la rigueur.

## Déroulement
Christine Ockrent, alors présentatrice du journal télévisé de 20 heures, annonce la crise et des changements choisis par le gouvernement lors d'un conseil des ministres exceptionnel, ce sera un choc pour la population. Elle énumère alors une liste de mesures que Max Gallo aurait annoncées, à commencer par la sécurité sociale (réduction du nombre de médicaments remboursés, augmentation de 300 % du forfait hospitalier à la charge des malades, suppression des allocations familiales pour les foyers touchant plus de 8000 Francs par mois). Les retraites seraient versées par la sécurité sociale, leur montant serait réduit de 20 à 70 % selon les catégories. L'indemnisation des chômeurs serait réduite de 20 %. Elle ajoutait que d'autres mesures devaient être annoncées le lendemain.
Antenne 2 avait utilisé le même procédé le  10 décembre 1979, "Question de temps", prétendant également faire œuvre "de pédagogie de crise", avec un journal télévisé entièrement fictif et la reproduction gros plan d’une fausse dépêche AFP annonçant que l'Arabie saoudite "cesse définitivement toute exportation de pétrole". Le public n’ayant pas bien vu la mention « fiction » en haut à gauche de l’écran, le standard fut bloqué. 
Après cette annonce, Yves Montand apparaît, ajoutant qu'il faut se rassurer, que cela n'est pas vrai, il rebondit alors sur le côté plausible des fausses mesures annoncées et dénonce l'égoïsme des Français, vivant au-delà de ce qu'il disent, dépendant trop de l’État et devant consentir aux efforts de celui-ci. Michel Albert, ancien commissaire au Plan et spécialiste des questions économiques européennes, principal invité de l'émission intervient ensuite. Il décrit une Europe « en train de rater la troisième révolution culturelle » (informatique et électronique), la voyant comme « commençant à glisser vers le sous-développement ».
L'émission tente de formuler des scénarios alternatifs, évoquées par des « Et si » :
- Un Mexique qui ferait faillite et annulerait unilatéralement sa dette, les problèmes que cela provoquerait pour les banques européennes et américaines ayant prêté aux pays en voie de développement.
- Le renvoi des immigrés, qui entraînerait Paris submergé sous les déchets.
- La fermeture des frontières, qui ferait devenir de la France une « Albanie mélancolique » selon les mots de Michel Jobert[7].
- Demander à un historien dans le futur, ce qu'a entraîné la crise des années 1980, la faillite du système de protection sociale, l’effondrement du système démocratique, et le retour au Moyen Âge. Question à laquelle Henri Amouroux répond par les sinistres hypothétiques des années 1990, d'une hypothèse de guerre comme après la crise de 1929. Alain Minc, répond que la guerre n'est plus une chose plausible en raison de l'arme thermonucléaire, car il n'y aura pas de proportionnalité des destructions[1].

À la fin de l'émission, Michel Albert, compare la situation de la France à un accouchement, « ce qui est sale et ce qui fait peur ».
L'émission se termine par une hypothèse de sortie de crise grâce à la concrétisation des États-Unis d'Europe dirigés par Margaret Thatcher.

## Impact sur le public
L'émission fit 20 millions de téléspectateurs. Dès le lendemain, un cahier spécial par Libération fit la transcription de l'émission. Ce qui suscita moult critiques de plusieurs journalistes, car le journal situé à gauche faisait l'éloge de l'austérité et du libéralisme. Yves Montand fut également critiqué, l'acteur-chanteur était jusqu'aux années 1980 un sympathisant communiste.
L'émission Vive la crise ! fut rediffusée pour la première fois le 17 février 2019 sur la chaine LCP, dans l'émission Rembob'INA et est depuis disponible sur YouTube. Jusqu'alors, elle n'avait bénéficié d'aucun autre mode de diffusion, et était seulement visible pour les chercheurs à l'Inathèque de la BNF,.

### Autres émission restées célèbres
- Tribune de l'Université (16 mai 1968)
- Demain les jeunes (28 mars 1994)

## Concepteurs, acteurs et intervenants
- Yves Montand, présentateur de l'émission ;
- Christine Ockrent
- Denis Kessler, économiste.
- Jean-Claude Guillebaud
- William Sabatier, Gérard Taillard, président de l'association des banques françaises.
- Laurent Joffrin, un journaliste interrogeant Gérard Taillard.
- Alain Minc
- Philippe Séguin
- Claude Estier
- Michel Jobert
- Jean Boillot
- Michel Albert
- Philippe de Villiers

#### Ouvrage
- Setni Baro, Positiver la crise avec Yves Montand, Paris, BoD, novembre 2016, 464 p. (ISBN 9782322096862, lire en ligne).

#### Article
David Doucet et Vincent Glad, « 22 février 1984, Yves Montand s'écrie : « Vive la Crise ! » », Slate,‎ 27 février 2014 (lire en ligne).